# Всесвітня конфедерація бейсболу і софтболу
Всесвітня конфедерація бейсболу і софтболу (англ. World Baseball Softball Confederation, WBSC) – є всесвітньою спортивною організацією, що виконує роль адміністративного органу для континентальних федерацій бейсболу і софтболу. Заснована у 2013 році шляхом об'єднання Міжнародної федерації бейсболу (IBAF) і Міжнародної федерації софтболу (ISF). IBAF і ISF увійшли в організаційну структуру WBSC як окремі підрозділи — Бейсбольного і Софтбольного відділення. Кожним відділенням керує Виконавчий комітет, а керівним органом у WBSC є її Виконавча рада.
Штаб-квартира розташовується у Лозанні, Швейцарія. WBSC визнана Міжнародним олімпійським комітетом як єдиний всесвітній повноважний орган для бейсболу і софтболу. Членами WBSC є 251 бейсбольна і софтбольна асоціація зі 142 країн світу.

## Історія

### Міжнародна федерація бейсболу
Перші міжнародні матчі з бейсболу пройшли на Олімпіаді-1904 в Сент-Луїсі (США), де бейсбол був представлений як демонстраційний вид спорту. У цьому ж статусі він був включений і в неофіційну програму Олімпійських ігор в Стокгольмі в 1912 році. Через 24 роки матчами між двома командами з США бейсбол було продемонстровано у Берліні на Олімпіаді-1936. У серпні 1938 року у декількох містах Англії пройшла серія матчів між збірними Великої Британії і США, що отримала статус першого чемпіонату світу. Переможцем стала команда господарів, яка виграла 4 матчі з 5. До чемпіонату світу 1950 року, який пройшов у столиці Нікарагуа Манагуа, число збірних, що брали участь у світових першостях, досягло вже 12.
У 1938 році була утворена Міжнародна федерація бейсболу (International Baseball Federation), в 1943 перейменована на Міжнародну любительську федерацію бейсболу (Federación Internacional de Béisbol Amateur — FIBA).
У 1951 році бейсбол був включений до програми перших Панамериканських ігор.
У 1953 році була утворена перша континентальна федерація — Європейська конфедерація бейсболу, з наступного року почала проводити чемпіонати Європи. У 1954 створена Федерація бейсболу Азії, в тому ж році провела перший чемпіонат свого континенту.
З 1973 по 1975 роки у світовому бейсболі існував розкол, коли частина національних асоціацій вийшли з FIBA і заснували Всесвітню федерацію аматорського бейсболу (Federación Mundial de Béisbol Amateur — FEMBA). У 1976 р. була заснована єдина Міжнародна асоціація бейсболу (International Baseball Association — AINBA, IBA), в 1999 перетворена в Міжнародну федерація бейсболу (International Baseball Federation — IBAF), що проіснувала у цій якості до злиття в 2013 році з Міжнародною федерацією софтболу у Всесвітню конфедерацію бейсболу і софтболу.
У 1985 створена Панамериканська конфедерація бейсболу, в 1989 — Конфедерація бейсболу Океанії, а в 1990 — Африканська асоціація бейсболу і софтболу.
У 1988 році бейсбол знову був представлений на Олімпійських іграх як показовий вид, а в 1992 в Барселоні вперше включений в офіційну програму Олімпіад. У 1998 році IBAF і вища професіональна ліга Північної Америки (MLB) досягли угоди про допуск професіональних гравців на Олімпійські ігри.
З 2004 проводяться чемпіонати світу з бейсболу серед жінок.
У 2005 році на сесії МОК бейсбол і софтбол були виключені з програми Олімпіади-2012. У 2016 році МОК ухвалив рішення про повернення чоловічого бейсболу і жіночого софтболу в олімпійську програму 2020 в Токіо.

### Міжнародна федерація софтболу
Міжнародна федерація софтболу (International Softball Federation — ISF) була заснована у 1952 році, але аж до середини 1960-х фактично не здійснювала жодної діяльності. Лише у 1965 році відбувся Конгрес та обрано керівні органи ISF. У тому ж році під її управлінням було проведено перший чемпіонат світу серед жінок, а через рік — і серед чоловіків. У 1976 році в структурі ISF з'явилася перша континентальна федерація — Європейська. Пізніше до неї додалися Панамериканська (1979), Азіатська (1990), Африканська (1990, об'єднала бейсбольні і софтбольні національні асоціації Африки) і конфедерація Океанії (у 2005).
У 1991 році Міжнародним олімпійським комітетом було ухвалене рішення про включення жіночого софтболу в програму Олімпіади-1996 в Атланті. Також софтбол був представлений на Олімпійських іграх 2000, 2004 і 2008 років. У 2016 році сесія МОК ухвалила рішення про повернення софтболу, а також бейсболу в програму Олімпіади-2020 в Токіо.
У 2013 році Міжнародна федерація софтболу об'єдналася з Міжнародною федерацією бейсболу (IBAF) у Всесвітню конфедерацію бейсболу і софтболу (WBSC).

## Структура WBSC
Вищий орган Всесвітньої конфедерації бейсболу і софтболу (WBSC) – Загальні збори, що скликаються один раз на два роки. В роботі Зборів запрошуються взяти участь всі національні асоціації, які є членами WBSC. При цьому кожна національна асоціація має два (якщо розвиває одночасно бейсбол і софтбол) або один (якщо розвиває тільки один вид спорту) голоси.
Для вирішення завдань, поставлених Загальними зборами перед WBSC, а також виконання статутних вимог, делегати Зборів обирають Виконавчу раду, яка втілює в життя рішення Зборів, а також організовує повсякденну діяльність WBSC. Рада складається з президента WBSC, двох виконавчих віце-президентів (від бейсболу і софтболу), двох віце-президентів (від бейсболу і софтболу), генерального секретаря, скарбника і 7 членів.
Крім Виконавчої ради на Зборах обираються Виконавчі комітети з бейсболу і софтболу. Виконком з бейсболу складається з президента, 1-го і 2-го віце-президентів, генерального секретаря, скарбника, віце-президентів від континентальних федерацій, виконавчого директора і трьох членів. Виконком з софтболу складається з президента, 1-го і 2-го віце-президентів, генерального секретаря, скарбника, 12 віце-президентів від регіонів (по два від Європи, Азії, Африки, Латинської Америки, Океанії і по одному від Північної Америки та англомовних країн Карибського басейну), виконавчого директора, почесного президента та 4 членів.
Для вирішення спеціальних завдань, що стоять перед WBSC, в її структурі створено постійні технічні департаменти і комісії.

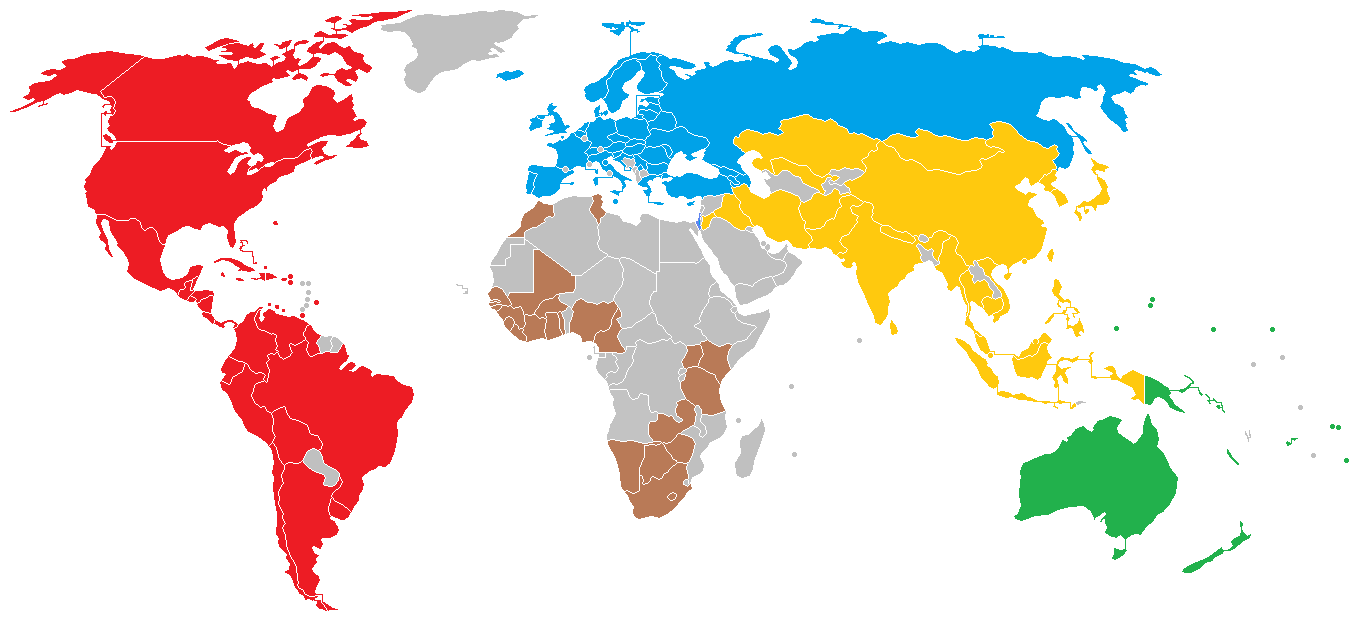
Мапа світу с розподілом за регіональними конфедераціями.
CEB, ESF
BFA, SCA
ABSA
COPABE, CONPASA
BCO, OSC

WBSC складається з 9 континентальних федерацій, які є її структурними підрозділами. Вони є повноважними представники WBSC у своїх географічних зонах. Національні асоціації є одночасно членами WBSC і своєї регіональної федерації.
Список регіональних об'єднань:
Європа:
- Європейська конфедерація бейсболу (CEB)
- Європейська федерація софтболу (ESF)

Азія:
- Федерація бейсболу Азії (BFA)
- Конфедерація софтболу Азії (SCA)

Америка:
- Панамериканська конфедерація бейсболу (COPABE)
- Панамериканська конфедерація софтболу (CONPASA)

Африка:
Африканська асоціація бейсболу і софтболу (ABSA)
Австралія і Океанія:
- Конфедерація бейсболу Океанії (BCO)
- Конфедерація софтболу Океанії (OSC)

## Міжнародні змагання
Турніри, які проводяться під егідою WBSC:
Бейсбол:
- Турнір на Літніх Олімпійських іграх
- WBSC Прем'єр–12
- Світова класика бейсболу
- Чемпіонат світу з бейсболу серед жінок
- Чемпіонати світу з бейсболу у вікових категоріях (до 23, 18, 15, 12 років)

Софтбол:
- Турнір на Літніх Олімпійських іграх
- Чемпіонат світу з софтболу (серед чоловіків)
- Чемпіонат світу з софтболу (серед жінок)

## Джерело
- Офіційний сайт [Архівовано 18 липня 2011 у Wayback Machine.]